# 贺州 (隋朝)
贺州，中国古代的州。
隋朝开皇九年（589年），隋灭陈后置，治所在临贺县（今广西壮族自治区贺州市东南贺街）。以贺水为名。大业二年（606年）废。唐朝武德四年（621年）复置，属岭南道。下辖临贺县、封阳县、富川县、冯乘县、桂岭县、荡山县（698年设，今广西昭平县富罗镇）。天宝、至德年间，一度改为临贺郡。宋朝属广南西路。辖境相当今广西壮族自治区贺州、富川、钟山县等市县地。元朝时扩大至今广东省怀集县地。属湖广等处行中书省。明洪武十年（1377年），降为贺县。 
贺州刺史
- 钟士略（621年）
- 光楚客（开元初年）
- 宋浑（749年）
- 武充（797年—802年）
- 崔䪻（贞元年间）
- 韦说（贞元、元和年间）
- 李宙（元和年间）
- 胡芮（816年—819年）
- 李郃（830年—831年）
- 高枚（唐文宗、武宗年间）
- 李回（848年）
- 李郁（872年）
- 韦保衡（873年）
- 霍存（唐僖宗时）
- 李匡文（唐昭宗时）